# Суншань (аэропорт)
Аэропорт Суншань (IATA: TSA, ICAO: RCSS; кит. трад. 臺北松山機場, пиньинь Táiběi Sōngshān Jīchǎng) — среднеразмерный коммерческий аэропорт и военно-воздушная база, расположенный в одноименном административном районе города Тайбэй на Тайване. Аэропорт находится в городской черте на южном берегу реки Цзилун и занимает площадь 182 га.
Гражданский сектор аэропорта Суншань официально называется Международный аэропорт Тайбэй (臺北國際航空站; Táiběi Gúojì Hángkōngzhàn) и осуществляет преимущественно внутреннее авиасообщение. Немногочисленные международные пункты назначения находятся в материковом Китае, Южной Корее, Японии. Аэропорт служит также базой для частей Военно-воздушных сил Китайской Республики (空軍松山基地; Kōngjūn Sōngshān Jīdì), занятых обслуживанием Президента и Вице-президента Китайской республики (Тайваня).
Аэропорт был построен в 1936 году во время японской оккупации Тайваня в качестве военной авиабазы. 23 февраля 1938 года 28 советских двухмоторных бомбардировщиков, прилетевшие с китайского аэродрома Наньчан, сбросили 280 бомб на японскую авиабазу Мацуяма на острове Формоза. Японцы потеряли 40 самолётов, сгорели ангары и трёхгодичный запас горючего.
В 1946 году перешёл в распоряжение ВВС Китайской Республики. В апреле 1950 года открылось гражданское авиасообщение.